# Poolbillard-Europameisterschaft 2004
Die Poolbillard-Europameisterschaft 2004 war ein vom europäischen Poolbillardverband EPBF im Hotel Diplomat in Prag ausgetragenes Poolbillardturnier. Nach 2001 war es die zweite EM in Tschechien.
Ausgespielt wurden die Disziplinen 8-Ball, 9-Ball und 14/1 endlos bei den Herren, Damen und Rollstuhlfahrern, wobei die Rollstuhlfahrer kein 14/1 endlos spielten. Zudem wurden die Mannschafts-Europameister der Herren und Damen ermittelt.
Der Niederländer Niels Feijen wurde wie schon 2002 und 2003 Europameister im 14/1 endlos. Im Finale besiegte er den Deutschen Thomas Engert. Dieser wurde durch einen Finalsieg gegen Ralf Souquet 9-Ball-Europameister. Im 8-Ball-Finale unterlag Feijen dem Deutschen Thorsten Hohmann. Oliver Ortmann gewann mit Bronze im 9-Ball eine weitere Medaille für Deutschland.
Die Norwegerin Line Kjørsvik wurde Europameisterin im 14/1 endlos und im 8-Ball. Im 14/1 endlos gewann sie das Finale gegen die Deutsche Daniela Benz, im 8-Ball gegen die Dänin Charlotte Sorensen. 9-Ball-Europameisterin wurde die Französin Laetitia Dos Santos im Finale gegen die Schwedin Ulrika Andersson. Zudem gewann Franziska Stark zweimal Bronze, Wienke Thamsen einmal.
Bei den Rollstuhlfahrern gelang es dem Finnen Jouni Tähti nicht, seine beiden Titel aus dem Vorjahr zu verteidigen. Im 8-Ball-Finale verlor er gegen den Schweden Henrik Larsson, im 9-Ball belegte er den dritten Platz. 9-Ball-Europameister wurde der Ire Fred Dinsmore im Finale gegen Larsson. Der Belgier Kurt Deklerck gewann zwei Bronzemedaillen.
Die deutsche Herren-Mannschaft verlor im Finale gegen die Niederlande, die nach 2000 zum zweiten Mal Europameister wurden. Italien und Finnland belegten den dritten Platz.
Bei den Damen konnte die deutsche Mannschaft (Franziska Stark, Sandra Ortner, Daniela Benz, Wienke Thamsen) ihren Titel aus dem Vorjahr erfolgreich verteidigen. Im Finale besiegte sie Dänemark. Die Niederlande und Finnland gewannen Bronze.

## Medaillengewinner
| Disziplin                | Gold                | Silber             | Bronze             |
| ------------------------ | ------------------- | ------------------ | ------------------ |
| Herren – 14/1 endlos     | Niels Feijen        | Thomas Engert      | Roman Hybler       |
| Herren – 14/1 endlos     | Niels Feijen        | Thomas Engert      | Rico Diks          |
| Herren – 8-Ball          | Thorsten Hohmann    | Niels Feijen       | Kasper Thygesen    |
| Herren – 8-Ball          | Thorsten Hohmann    | Niels Feijen       | Tom Storm          |
| Herren – 9-Ball          | Thomas Engert       | Ralf Souquet       | Nick van den Berg  |
| Herren – 9-Ball          | Thomas Engert       | Ralf Souquet       | Oliver Ortmann     |
| Herren-Mannschaft        | Niederlande         | Deutschland        | Italien            |
| Herren-Mannschaft        | Niederlande         | Deutschland        | Finnland           |
| Damen – 14/1 endlos      | Line Kjørsvik       | Daniela Benz       | Wendy Jans         |
| Damen – 14/1 endlos      | Line Kjørsvik       | Daniela Benz       | Franziska Stark    |
| Damen – 8-Ball           | Line Kjørsvik       | Charlotte Sorensen | Wienke Thamsen     |
| Damen – 8-Ball           | Line Kjørsvik       | Charlotte Sorensen | Franziska Stark    |
| Damen – 9-Ball           | Laetitia Dos Santos | Ulrika Andersson   | Michala Borch      |
| Damen – 9-Ball           | Laetitia Dos Santos | Ulrika Andersson   | Tiziana Cacciamani |
| Damen-Mannschaft         | Deutschland         | Dänemark           | Niederlande        |
| Damen-Mannschaft         | Deutschland         | Dänemark           | Finnland           |
| Rollstuhlfahrer – 8-Ball | Henrik Larsson      | Jouni Tähti        | Aslam Abubaker     |
| Rollstuhlfahrer – 8-Ball | Henrik Larsson      | Jouni Tähti        | Kurt Deklerck      |
| Rollstuhlfahrer – 9-Ball | Fred Dinsmore       | Henrik Larsson     | Jouni Tähti        |
| Rollstuhlfahrer – 9-Ball | Fred Dinsmore       | Henrik Larsson     | Kurt Deklerck      |